# Aleuroglandulus magnus
Aleuroglandulus magnus là một loài côn trùng cánh nửa trong họ Aleyrodidae, phân họ Aleyrodinae.
Aleuroglandulus magnus được Russell miêu tả khoa học đầu tiên năm 1944.